# Aerofagija
Aerofagija ili gutanje vazduha je poremećaj kod kojeg dolazi do nesvesnog, preteranog gutanja vazduha. Do određene mere ona je normalna pojava, koja se može javiti kod osoba koje prekomerno gutaju vazduh tokom brzog (halapljaivog) jedenja hrane, tokom dojenja kod novorođencadi, ispijenja gaziranih pića, žvakanja gume ili kod osoba sa nepravilnim vilicama, ali i u stanjima anksioznosti. Iako aerofagija nije ozbiljan poremećaj, ona može kod nekih osoba značajno da utiče na kvalitet njihovog života.
Osećaj punoće i pritiska u želucu nastao gutanjem vazduha može se olakšati podrigivanjem; u protivnome, vazduh se potisnut peristaltikom želuca spušta u crevo, i izaziva nadutost trbuha (meteorizam).
Aerofagija se može sprečiti sporim unosom hrane i pića, izbegavanjem govor za vreme obroka i smirivanjem anksioznosti.

## Etiologija
Aerofagija nastaje kao posledica nekontrolisanog gutanje vazduha i najčešće je izazvana:
- nepravilnim načinom žvakanja
- nepravilnim gutanjem hrane sa kojom se guta i veća količina vazduha,[13]
- žvakanjem žvakaćih guma,
- pušenjem duvana,
- ispijenjem gaziranih pića,[8]
- prebrzim jedenjem ili ispijanjem napitaka,
- nošenjem labavih proteza,
- anomalijama vilica (nepravilan zagrižaj) i nedostakom zuba, što otežava gutanje i žvakanje hrane.[14]
- mentalna retardacija.[15]

Aerofagija se takođe sprovodi namerno da bi se povećala dužina i zapremina stomaka, jer svaki vazduh koji se uspešno proguta služi za povećanje parcijalnog pritiska u stomaku.
Kod pacijenata sa cervikalnom spinalnom blokadom, zbog narušenog procesa disanje može doći do prekomernog ulaska vazduha u jednjak i želudac.
Vrlo često aerofagija je neurotska navika koja je prateća pojava brojnih nerešenih unutrašnjih sukoba (psihosomatskih poremećaja). Aerofagija se dijagnostikuje kod 8,8% kognitivno usporenih pacijenata kod kojih koordinacija između gutanja i disanja nije dobro definisana.
Aerofagija je opasna nuspojava kod neinvazivne ventilacije (NIV), koja se obično koristi u lečenju respiratornih problema, tokom kardiovaskularne nege ili tokom operacija kada je potrebana opšta anestezija.

## Dijagnoza
Dijagnoza aerofagije se zasniva na auskultaciji zvuka koji se čuje slušanjem stetoskopom postavljenim na zid trbušne šupljine. Koristeći ovaj pristup, problem se ponekad otkrije kasnije nego kad se razvije, verovatno i kasnije nego što je potrebno. Zakasnelo otkrivanje aerofagije može dovesti do distenzije trbuha, što može podići dijafragmu, poremetiti disanje ili prouzrokovati aspiraciju želučanog sadržaja u pluća ili izazvati pneumatsku rupturu jednjaka usled ekstremne insuficijencije želuca.

## Prevencija
Da bi se izbegli ili ublažili neprijatni simptomi izazvani aerofagojom, a pre svega nadutost trbuha trebalo bi:
- Izbaciti gazirane i zaslađene napitke iz ishrane.
- Izbaciti pijenje tečnosti tokom obroka, već najranije sat vremena posle jela.
- Izbegavati žvakanje žvakaće gume jer ta navika izaziva povećano stvaranje pljuvačke i gutanje vazduha,
- Ne pričati tokom obroka, kako bi se hrana žvakala zatvorenih usta
- Ne gutati hranu, već je najpre dobro sažvakati (usitniti) — time olakšavaa dalji proces varenja.

## Spoljašnje veze
- (језик: енглески)
- Архивирано на веб-сајту  (5. децембар 2019) (језик: енглески)

|  | Molimo Vas, obratite pažnju na važno upozorenje u vezi sa temama iz oblasti medicine (zdravlja). |